# Powiat Nishitsugaru
Powiat Nishitsugaru (jap. 西津軽郡 Nishitsugaru-gun) – powiat w Japonii, w prefekturze Aomori. W 2024 roku liczył 14 913 mieszkańców.

## Miejscowości
- Ajigasawa
- Fukaura